# 女流育成会
女流育成会（じょりゅういくせいかい）は、かつて存在していた将棋の女流棋士育成を目的とした日本将棋連盟の機関。1984年から数回の制度変更を経て2009年3月まで運営。その後はその役割は研修会に移行した。

## 概要
1974年の女流棋士制度発足以降、アマチュア棋戦で活躍するなどある程度の棋力が認められ、プロ棋士の推薦があれば女流プロになれた。しかしより充実した女流棋界を確立させるために、成績優秀な女流棋士の育成が不可欠となり、棋士における奨励会と同じように、ある程度の棋力を担保するための女流棋士育成機関を設けることが急務となった結果、1984年4月に女流育成会が創設された。
第1回の女流育成会には女流アマ名人戦優勝者・清水市代をはじめ、大庭美夏、大庭美樹、鹿野圭生、高群佐知子、田中ひろ子、冨田詣子、吉川美喜子、渡辺マリアの女性9名が参加。
しかし2000年以降は入会者の減少により会員は10人前後で推移。また女性アマチュア同士で戦って昇級者を決めるシステムでは結果的にプロとの実力差の隔たりを埋める事が出来ず、2009年時点で女流育成会出身者の若手の多くがタイトル戦線に絡めないなど女流プロとしての水準を保つのが難しくなっていた。そのため日本将棋連盟理事会は、経費負担軽減と女流棋士の棋力一定化やレベルアップのため、2008年度末をもって女流育成会を廃止し、2009年4月から女流棋士志望者を男女混合の研修会に移行し、その成績によって女流棋士資格を与える仕組みに変更した。

## システム
入会資格者は29歳までの女性。師匠1名（正会員の棋士、もしくは女流初段以上または在籍10年以上の女流棋士）が必要。
女流育成会のシステムは数年おきに大幅に変更されたが、基本的には奨励会の三段リーグなどと同様に女流育成会員同士でリーグ戦を行い、成績最上位の者が昇級した。同率の者が複数出たときは、前期の成績によって決定されている順位によって昇級者を定めた。途中からのリーグ戦参加は不可。

### 1984年度から1989年度まで
- 春に始まる年1回のリーグ戦で、それぞれの対局者が3回ずつ対局する方式。
- 最初期は女流育成会の成績上位者と女流棋士の成績下位者で入れ替え戦を実施[5]。女流育成会員が勝利した場合、女流棋士になれる。
- 1989年度までは原則として上位2名が、女流3級（仮会員）として翌期の女流名人戦B級リーグ、女流王将戦B級リーグに編入でき、年度の通算で指し分け以上で女流2級になれる。
- 女流3級になった後に、上記2つのリーグの通算で指し分け以下の場合は女流育成会に降格。また女流2級になった後でも降級点を3回取ると女流育成会に降格。この時に女流育成会行きを拒否すると現役引退になる[注釈 1]。

### 1990年度から1991年度まで
- 基本的にはこれまでの制度を踏襲するが、仮会員制度である女流3級を廃止し、女流2級として即正式な女流棋士となる。

### 1992年度前期から1996年度前期まで
- 春秋の年2回のリーグ戦で、各対局者と2回ずつ対局する方式に変更。
- リーグ戦の上位1名（年2名）が女流2級として正式な女流棋士となる。
  - 次点者も成績により考慮の対象となるとされており[6]、1995年10月には中倉宏美が連続次点の成績が考慮されて、女流棋士となった[7]。

### 1996年度後期から2003年度前期まで
- 女流育成会会員はAクラス・Bクラスに分けられ、新規会員はまずBクラスよりスタートし、勝ち星により順位をつける。
- Bクラス1位になるとAクラスに昇級。さらにAクラス1位になると女流2級として女流棋士になれる。
  - 大庭美夏は、女流育成会Aクラスで「2期連続の次点でかつ2期の通算成績が勝率が0.750以上である」との規定を満たして理事会の承認で1998年4月に女流棋士2級に昇級した。[8]。
  - Aクラスで成績不振の場合、Bクラスに降級することがある。
- 18局を超えない範囲で総当たりのリーグ戦が組まれる。7名以下のときは同一相手と3局、8名以上10名以下のときは2局、11名以上のときは1局ずつ対戦するようになっている[注釈 2]。

| 育成会規定（2003年度前期時点） 年齢制限 １．30歳の誕生日を迎えて新たな育成会リーグに参加することはできず、自動的に退会となる。なお、リーグ戦途中で誕生日を迎えた場合、その期は有功(原文ママ)である。 ２．但し、上記対象者の最後のリーグ戦がＡクラスでかつ勝ち越している者については、次の期に参加することができる。同様に勝ち越しを続けた場合、6期（3年）まで延長を認める。（33歳の誕生日を迎えるまで勝ち越し延長が可能） 昇降級システム １．Ａクラスリーグ成績優秀者1名は女流2級に昇級する。 ２．ＡクラスからＢクラスへの降級は「勝率2割5分以下の成績を2期連続とった者」とする。 ３．ＢクラスからＡクラスへの昇級は9名以下のリーグ戦の時は1名、10名以上の時は2名とする。 |

### 2003年度後期から2008年度後期まで
2003年度前期までのAクラスとBクラスを統合し一つのクラスで実施。
| 育成会規定（2003年度後期以降） 年齢制限 １．30歳の誕生日を迎えて新たな育成会リーグに参加することはできず、自動的に退会となる。なお、リーグ戦途中で誕生日を迎えた場合、その期は有効である。 ２．但し、上記対象者の最後のリーグ戦が昇級点を持ち、かつ勝ち越ししている者については、次の期に参加することができる。同様に勝ち越しを続けた場合、6期（3年）まで延長を認める。（33歳の誕生日を迎えるまで勝ち越し延長が可能） 昇降級システム 平成15年前期終了時に旧Ａクラス在籍者（Ｂクラス優勝者を含む）に昇級点を付ける。 １．昇級点を２個取った者は女流２級へ昇級する。 ２．リーグ戦、成績上位１名（優勝）に昇級点１個をつける。昇級点を持った人が優勝した場合、昇級点を持たない人の中から上位１名に昇級点を付ける。（ただし、勝率６割以上が条件）・昇級点を持たない人が１０名以上の場合は上位２名に昇級点を付ける。（ただし、勝率６割以上が条件） ３．１度取った昇級点は消えない。 |

- 女流育成会会員全員による総当たり戦で対局を行い、勝ち星により順位をつける方式に変更。参加者が10名以下のときは2局ずつ行うのは、Aクラス・Bクラスに分かれていたときと同じ。
- 1位に昇級点をつけ、昇級点2個を獲得すると女流2級として女流棋士になる。
- 新規女流棋士が誕生した場合は、昇級点を持たない者の中で成績上位の者1名（昇級点を持たない者が10名以上いる場合には2名）に新たに昇級点をつける。ただし勝率6割未満の者は除かれる。
- 30歳を迎えると新たな期には参加できない。ただしその者が昇級点を持っており、勝ち越しを続けた場合には6期3年まで延長が認められる。
- 2003年度前期終了時にAクラスに所属していた者（Bクラス優勝者（井道千尋）を含む）には昇級点1を開始時点で付与している。

### 「女流育成会」の廃止後（2009年度以降）
- 「女流育成会」在籍者は「研修会」の各クラスへと編入された。
- 新たな資格として「女流棋士仮会員」を新設（2009年4月新設、同年7月に「女流3級」へと名称変更）。
- 「女流3級」は、条件を満たす成績を挙げて期限内に女流2級への昇級を果たさなければ、その資格を取消される。
- 「女流3級」制度は2018年4月の制度改正後に、経過措置を経て廃止された[11]。

## 女流育成会出身者

### 女流育成会から女流デビューした者
1986年から1989年までは女流2級ではなく女流3級（仮会員）としてデビュー、その後既定の成績を上げて正式な女流棋士となった。
| No | 女流棋士     | 女流3級 昇級日           | 入会日     | 備考                                                                 | 備考                                                                 |
| -- | ------------ | ------------------------ | ---------- | -------------------------------------------------------------------- | -------------------------------------------------------------------- |
| 01 | 清水市代     | 1985年04月01日 (女流2級) | 1984年04月 | 入れ替え戦により女流2級。                                            |                                                                      |
| 02 | 高群佐知子   | 1986年03月01日           | 1984年04月 | 1987年4月1日 女流初段。                                              |                                                                      |
| 03 | 斎田晴子     | 1986年04月01日           | 1985年04月 | 1987年4月1日 女流1級。                                               |                                                                      |
| 04 | 横山澄恵     | 1987年03月01日           | 1985年04月 | 1度の降格を経て、1989年3月1日 女流1級。                              |                                                                      |
| 05 | 鹿野圭生     | 1987年03月01日           | 1984年04月 | 1度の降格を経て、1989年3月1日 女流1級。                              |                                                                      |
| 06 | 植村真理     | 1988年03月               | 1987年03月 | 1989年3月1日 女流1級。                                               |                                                                      |
| 07 | 船戸陽子     | 1988年03月17日           | 1986年04月 | 1度の降格を経て、1990年3月 女流1級。                                 |                                                                      |
| -  | -            | (1989年)                 |            | （新規昇級者なし、横山と鹿野が再昇格）                               |                                                                      |
| No | 女流棋士     | 女流2級 昇級日           | 入会日     | 【以下 女流3級（仮会員）制度廃止】                                   | 【以下 女流3級（仮会員）制度廃止】                                   |
| 08 | 大庭美樹     | 1990年04月01日           | 1984年04月 | （船戸が再昇格）                                                     |                                                                      |
| 09 | 古河彩子     | 1991年03月01日           | 1987年03月 |                                                                      |                                                                      |
| 10 | 高橋和       | 1991年03月01日           | 1988年04月 |                                                                      |                                                                      |
| 11 | 林まゆみ     | 1992年04月01日           | 1991年04月 |                                                                      |                                                                      |
| 12 | 本田小百合   | 1992年04月01日           | 1990年04月 |                                                                      |                                                                      |
| No | 女流棋士     | 女流2級 昇級日           | 入会日     | 【これより年2回のリーグ】                                            | 【これより年2回のリーグ】                                            |
| 13 | 久津知子     | 1992年10月01日           | 1990年04月 |                                                                      |                                                                      |
| 14 | 矢内理絵子   | 1993年04月01日           | 1990年04月 |                                                                      |                                                                      |
| 15 | 石橋幸緒     | 1993年10月01日           | 1993年04月 | 1期抜け。                                                            |                                                                      |
| 16 | 中倉彰子     | 1994年04月01日           | 1992年10月 |                                                                      |                                                                      |
| 17 | 碓井涼子     | 1994年10月01日           | 1994年04月 | 奨励会在籍中に入会。1期抜け。                                        |                                                                      |
| 18 | 伊藤明日香   | 1995年04月01日           | 1993年04月 |                                                                      |                                                                      |
| 19 | 木村さゆり   | 1995年10月01日           | 1995年04月 | 奨励会在籍中に入会。1期抜け。                                        |                                                                      |
| 20 | 中倉宏美     | 1995年10月01日           | 1991年04月 | 2期連続次点で昇級。                                                  |                                                                      |
| 21 | 島井咲緒里   | 1996年04月01日           | 1995年04月 | 2期抜け。                                                            |                                                                      |
| 22 | 早水千紗     | 1996年10月01日           | 1996年04月 | 1期抜け。                                                            |                                                                      |
| No | 女流棋士     | 女流2級 昇級日           | 入会日     | 【これより2クラス制（Aクラス・Bクラス）導入】                        | 【これより2クラス制（Aクラス・Bクラス）導入】                        |
| 23 | 甲斐智美     | 1997年04月01日           | 1995年10月 |                                                                      | [ 16 ] [ 17 ]                                                        |
| 24 | 比江嶋麻衣子 | 1997年10月01日           | 1996年04月 |                                                                      | [ 18 ]                                                               |
| 25 | 安食総子     | 1998年04月01日           | 1992年04月 |                                                                      | [ 8 ]                                                                |
| 26 | 大庭美夏     | 1998年04月01日           | 1984年04月 | 2期連続次点で昇級。育成会在籍14年は最長。                            | [ 8 ]                                                                |
| 27 | 藤田綾       | 1998年10月01日           | 1997年04月 | 史上最年少11歳6ヶ月での女流2級昇級。                                 | [ 20 ]                                                               |
| 28 | 上川香織     | 1999年04月01日           | 1997年04月 |                                                                      | [ 21 ]                                                               |
| 29 | 野田澤彩乃   | 1999年10月01日           | 1997年10月 |                                                                      | [ 22 ]                                                               |
| 30 | 山田朱未     | 2000年04月01日           | 1997年10月 |                                                                      | [ 23 ]                                                               |
| 31 | 北尾まどか   | 2000年10月01日           | 1997年10月 |                                                                      | [ 24 ]                                                               |
| 32 | 上田初美     | 2001年04月01日           | 1995年10月 | 7歳での入会は史上最年少。                                            | [ 25 ]                                                               |
| 33 | 坂東香菜子   | 2001年10月01日           | 1997年10月 |                                                                      | [ 26 ]                                                               |
| 34 | 村田智穂     | 2002年04月01日           | 2000年04月 |                                                                      | [ 27 ]                                                               |
| 35 | 鈴木環那     | 2002年10月01日           | 1997年10月 |                                                                      | [ 28 ]                                                               |
| 36 | 中村真梨花   | 2003年04月01日           | 1998年04月 |                                                                      | [ 29 ]                                                               |
| 37 | 貞升南       | 2003年10月01日           | 2000年04月 |                                                                      | [ 30 ]                                                               |
| No | 女流棋士     | 女流2級 昇級日           | 入会日     | 【これより「女流育成会」在籍全員による総当たり制】 (昇級点2回で昇級) | 【これより「女流育成会」在籍全員による総当たり制】 (昇級点2回で昇級) |
| -  | -            | (2004年4月1日)           | -          | 制度改正1期目（2003年度後期 昇級者なし）                             | [ 31 ]                                                               |
| 38 | 里見香奈     | 2004年10月01日           | 2003年10月 | 2期抜け。                                                            | [ 32 ]                                                               |
| 39 | 井道千尋     | 2005年04月01日           | 2003年04月 |                                                                      | [ 33 ]                                                               |
| 40 | 室田伊緒     | 2005年10月01日           | 2004年10月 | 2期抜け。                                                            | [ 34 ]                                                               |
| -  | -            | (2006年4月1日)           | -          | （2005年度後期 昇級者なし）                                          | [ 35 ]                                                               |
| 41 | 伊奈川愛菓   | 2006年10月01日           | 2003年10月 |                                                                      | [ 36 ]                                                               |
| 42 | 熊倉紫野     | 2007年04月01日           | 2002年10月 |                                                                      | [ 37 ]                                                               |
| 43 | 中村桃子     | 2007年10月01日           | 1997年10月 |                                                                      | [ 38 ]                                                               |
| 44 | 山口恵梨子   | 2008年04月01日           | 2003年04月 |                                                                      | [ 39 ]                                                               |
| 45 | 香川愛生     | 2008年10月01日           | 2007年04月 |                                                                      | [ 40 ]                                                               |
| 46 | 渡辺弥生     | 2009年04月01日           | 2006年04月 | 「女流育成会」から女流2級への最後の昇級者。                          | [ 41 ]                                                               |

### 女流育成会から研修会を経て女流デビューした者
| No | 女流棋士 | 女流2級 昇級日 | 女流3級 昇級日 | 「研修会」編入 （2009年4月 / 編入先クラス） | 「女流育成会」 入会日 | 備考                             |
| -- | -------- | -------------- | -------------- | ------------------------------------------- | --------------------- | -------------------------------- |
| 1  | 室谷由紀 | 2010年07月17日 | 2009年10月01日 | 2009年4月 研修会D1に編入                    | 2008年10月            |                                  |
| 2  | 相川春香 | 2013年08月17日 | 2011年10月01日 | 2009年4月 研修会D2に編入                    | 2006年04月            |                                  |
| 3  | 飯野愛   | 2013年10月01日 | 2013年06月23日 | 2009年4月 研修会D2に編入                    | 2006年04月            |                                  |
| 4  | 高浜愛子 | 2016年02月15日 | 2014年04月01日 | 2009年4月 研修会D1に編入                    | 2003年10月            |                                  |
| 5  | 堀彩乃   | 2017年03月13日 | 2016年08月15日 | 2009年4月 研修会E1に編入                    | 2008年04月            | 「女流育成会」出身者としては最後 |

## その他
- 漫画「将棋の渡辺くん」の作者で、将棋棋士の渡辺明と結婚した漫画家の伊奈めぐみは、伊藤果門下で1996年から2年間、女流育成会に在籍していた[42]。